# Wojna Harta (powieść)
Wojna Harta (ang. Hart's War) – powieść amerykańskiego pisarza Johna Katzenbacha, której tytułowy bohater, młody student prawa, w czasie drugiej wojny światowej trafia do niemieckiego obozu jenieckiego.
Na jej podstawie Gregory Hoblit w 2002 roku nakręcił film Wojna Harta z Colinem Farrellem i Bruce'em Willisem w rolach głównych.

## Fabuła
Porucznik Thomas Hart jest nawigatorem bombowca. Podczas misji nad Morzem Śródziemnym jego samolot zostaje zestrzelony a on jako jedyny członek załogi ratuje się z katastrofy. Bohater trafia do niemieckiego obozu jenieckiego w którym razem z oficerami z brytyjskiej części placówki odtwarza słynne procesy. Pewnego dnia do więźniów dołącza czarnoskóry podporucznik Lincoln Scott. Sierżant Vic W. Bedford jawnie wyraża niechęć wobec murzynów w ogóle i nowego towarzysza niedoli w szczególności i zaczyna dochodzić między nimi do konfliktów oraz innych nieprzyjemnych incydentów (w czasie jednego z nich nowy jeniec zostaje celowo narażony na ogień strażnika). Mimo licznych prób zawarcia znajomości przez Harta, czarnoskóry lotnik nie jest zainteresowany asymilacją z mieszkańcami obozu i uchodzi za samotnika, czym podsyca nieprzychylne emocje współwięźniów wobec siebie. Gdy Vic Bedford zostaje znaleziony martwy, Scott jest pierwszym i jedynym podejrzanym. Niemieckie dowództwo obozu zgadza się, by jeńcy urządzili proces – Thomas Hart zostaje obrońcą podporucznika (w tym zadaniu pomagają mu oficerowie z którymi odtwarzał znane procesy). W czasie badania sprawy tytułowy bohater walczy nie tylko z obozowymi ograniczeniami, ale również z niechęcią współwięźniów oraz dumną i nieprzychylną postawą samego oskarżonego, który twierdzi, że nie ma szans na wygraną.